# Osasco VC
Osasco Voleibol Clube är en damvolleybollklubb från Osasco i centrala São Paolo, Brasilien. Klubben spelar i Superliga Brasileira de Voleibol, den högsta serien i det brasilianska seriesystemet. De har vunnit världsmästerskapet i volleyboll för klubblag en gång, sydamerikanska cupen fyra gånger och superliga två gånger.
Klubben grundades 2009, med stöd av ett antal sponsorer, inklusive Osascos kommun. Detta skedde alldeles efter att ADC Bradesco, ett annat lag i samma stadsdel som tidigare haft ett framgångsrikt seniorlag, beslutat lägga ner seniorverksamheten. Klubbens namn utåt har skiftat mellan Nestlés varumärken, från 2009 var det Sollys/Osasco, från 2011 Sollys/Nestlé och från 2013 Molico/Nestlé. Klubben spelar sina hemmamatcher i Ginásio Professor José Liberatti.